# Callistemon acuminatus
Callistemon acuminatus là một loài thực vật có hoa trong Họ Đào kim nương. Loài này được Cheel mô tả khoa học đầu tiên năm 1911.